# Huis Jonathas

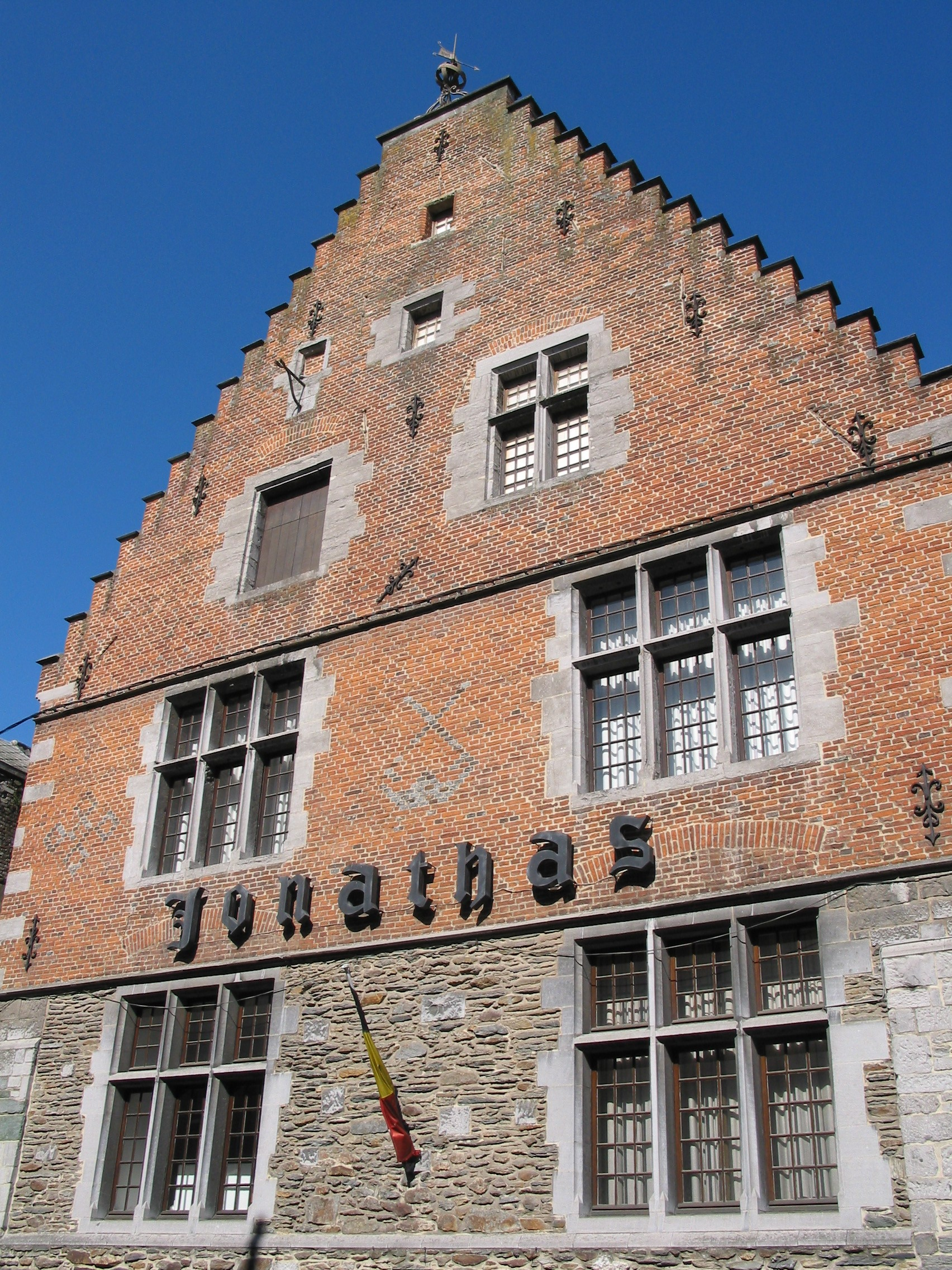
Huis Jonathas

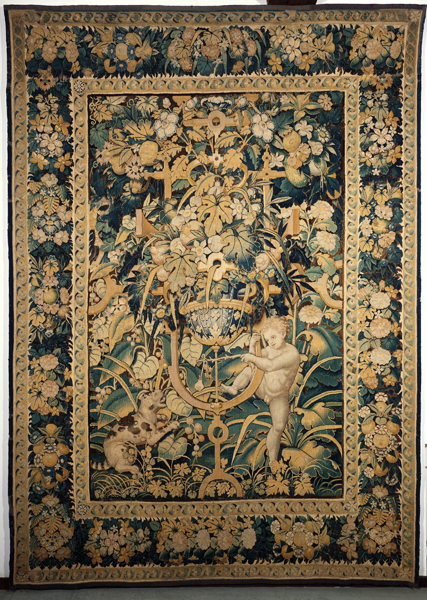
Wandtapijtenmuseum

Huis Jonathas (Frans: Maison Jonathas) is een historisch pand in het Belgische Edingen. Het huis ligt aan de Montgomerystraat. Het pand werd gebouwd op de funderingen van de donjon van de heren van Edingen. Die donjon werd afgebroken in 1194 op bevel van graaf Boudewijn V van Henegouwen. De kelders uit schist blijven over en het huis werd later gebruikt om biertonnen en huiden op te slaan. Het huis werd genoemd naar één van de voormalige eigenaren, de joodse Jonathas. In 1962 werd het huis gerenoveerd door de stad Edingen.

## Wandtapijtenmuseum
In Huis Jonathas bevindt zich een Wandtapijtenmuseum (Frans: Musée de la Tapisserie) met acht zestiende-eeuwse wandtapijten uit Edingen en twee zeventiende-eeuwse Brusselse wandtapijten.